# رضویه (مشهد)
رضویه شهری در بخش رضویه شهرستان مشهد استان خراسان رضوی در شرق ایران است.

## جمعیت
بر پایه سرشماری عمومی نفوس و مسکن در سال ۱۳۹۵ جمعیت این شهر ۸٬۸۵۰ نفر (در ۲٬۵۸۶ خانوار) بوده‌است.